# قلعه کریمی
قلعه کریمی، روستایی از توابع بخش مرکزی شهرستان جویم در استان فارس ایران است.

## جمعیت
این روستا در دهستان جویم قرار دارد و براساس سرشماری مرکز آمار ایران در سال ۱۳۸۵، جمعیت آن ۱۶ نفر (۵خانوار) بوده‌است.